# واختانگ (فرزند خسرو انوشیروان)
واختانگ یکی از فرماندهان نظامی ساسانی در سده ششم و هفتم میلادی و فرزند احتمالی خسرو انوشیروان بود.